# Cryokonservering
 Der er for få eller ingen kildehenvisninger i denne artikel, hvilket er et problem. Du kan hjælpe ved at angive troværdige kilder til de påstande, som fremføres i artiklen.

Cryokonservering er en proces, hvor man nedfryser sæd, oocyter (ubefrugtede ægceller), embryoner og vævsmateriale. Dette kan gøres indenfor rimelige økonomiske grænser, men skal betragtes som et sikkerhedsnet ved siden af den levende bevaring. Det anbefales, at der bliver lavet en sædbank, hvor der nedfryses sæd fra 10 ubeslægtede handyr, og derved fortsætte tapning af senere generationer.
Dyrene, der er i avlsmæssig tilbagegang, bør opbevares geografisk adskilt for at undgå sygdomsepidemi eller naturkatastrofer.
| Lægevidenskab | Spire Denne artikel om lægevidenskab er en spire som bør udbygges. Du er velkommen til at hjælpe Wikipedia ved at udvide den. |